# Mein Kampf

Mein Kampf (în română Lupta mea) este o carte scrisă de Adolf Hitler în două volume:
- Eine Abrechnung (O socoteală), publicată la 18 iulie 1925
- Die nationalsozialistische Bewegung (Mișcarea național-socialistă), publicată în 1926.

Volumul Eine Abrechnung este alcătuit din 12, iar Die nationalsozialistische Bewegung din 17 capitole.
Hitler a conceput cartea între anii 1923-24, când a fost deținut în închisoarea din Landsberg am Lech în Bavaria. Cartea a fost dactilografiată în închisoare de complicele său, Rudolf Hess.
Mein Kampf este o operă autobiografică, dar și o platformă program a nazismului, mai ales al doilea volum. Hitler descrie aici unele „soluții” la „problema evreiască”. Pentru naziștii și neonaziștii din al Doilea Război Mondial, Mein Kampf a reprezentat și încă mai reprezintă și azi bazele național-socialismului.
Multă vreme s-a crezut că Mein Kampf este singura carte scrisă de Hitler. Gerhard Weinberg, un istoric american, evreu născut la Hanovra și emigrat de copil din Germania nazistă în SUA, a descoperit în arhive, în 1958, și a făcut public un document de 324 pagini dactilografiate, dictat de Hitler în 1928, în care acesta își expunea viziunea asupra politicii externe. Weinberg este de părere că acest text va permite o mai bună înțelegere a cărții Mein Kampf și va ajuta la prevenirea nedreptăților în viitor.

## Copyright
Timp de 70 de ani, până la 1 ianuarie 2016, drepturile de autor (copyrightul) asupra cărții au aparținut landului german Bavaria, care însă nu a republicat-o niciodată. În plus, a interzis și republicarea ei, atât în Germania cât și în străinătate. O excepție a fost copyrightul în Marea Britanie și în SUA.  Imediat după expirarea drepturilor de autor cartea a fost republicată în Germania de către institutul Institut für Zeitgeschichte, dar însoțită de comentarii științifice și istorice, inclusiv de dezvăluirea minciunilor din ea. Această acțiune este totuși foarte controversată.